# Dragatuš
Dragatuš este o localitate din comuna Črnomelj, Slovenia, cu o populație de 266 de locuitori.